# Le Dernier Samouraï
Pour l’article homonyme, voir The Last Samurai (homonymie).
Pour plus de détails, voir Fiche technique et Distribution.
Le Dernier Samouraï (The Last Samurai) est un film néo-zélando-nippo-américain réalisé par Edward Zwick, sorti en 2003. Il s'agit d'une adaptation libre des événements de la rébellion de Satsuma de 1877. Le personnage principal est par ailleurs inspiré en partie de Jules Brunet, un officier français qui démissionna de l'armée française par fidélité envers le dernier shogun Tokugawa Yoshinobu qui avait précédemment passé un traité d'amitié avec Napoléon III.

## Synopsis
En 1876, le capitaine du 7e régiment de cavalerie Nathan Algren, vétéran des guerres indiennes et traumatisé par la bataille de la Washita, est engagé par Monsieur Omura. Cet homme politique est le conseiller de l'empereur Meiji, et par ailleurs riche industriel des chemins de fer. Celui-ci souhaite se débarrasser du légendaire samouraï Katsumoto — ancien général de l'armée nippone, ainsi que conseiller et mentor de l'Empereur, qui est hostile à l'occidentalisation du Japon — et engage Algren pour qu'il entraîne la nouvelle armée japonaise, basée sur la conscription.
Après que Katsumoto a attaqué un chemin de fer appartenant à Omura, ce dernier ordonne que l'armée soit déployée contre les samouraïs dans une forêt dans le Yoshino. Mais les conscrits japonais ne sont pas du tout prêts, ni entrainés, à affronter les samouraïs, qui enfoncent leurs lignes et les massacrent. Algren est capturé et emmené dans le village du fils de Katsumoto, Nobutada, loin dans les montagnes. Au contact quotidien avec des samouraïs, Algren est séduit par leur état d'esprit et leurs valeurs, qu'essaye de préserver Katsumoto. C'est aux côtés des samouraïs qu'il prend part à la fin de l'ancien ordre, guidé par son sens de l'honneur.
Katsumoto revient à Tokyo, la capitale impériale, à l'invitation de l'Empereur Meiji. De nouvelles lois vont à l'encontre de l'ordre des samouraïs. Katsumoto plaide leur cause auprès de l'empereur, mais il est rejeté et assigné à son domicile de Tokyo. Durant la nuit, les hommes d'Omura tentent de le pousser au suicide, mais Algren et les autres samouraïs viennent le libérer. Cependant, Nobutada est mortellement blessé, et il se sacrifie pour couvrir la fuite de son père. Katsumoto retourne dans les montagnes avec Algren, et bientôt l'armée impériale, pleinement préparée et entraînée, vient livrer combat.
Au cours de l'unique bataille, où le nombre et la supériorité de l'équipement sont du côté de l'armée gouvernementale, les rebelles infligent de lourdes pertes à l'armée, mais ne peuvent remporter la victoire. Katsumoto, gravement blessé par les tirs d'une mitrailleuse Gatling, demande à Algren de l'aider à pratiquer le seppuku.
Algren survit, et remet le sabre de Katsumoto à l'empereur, qui trouve alors le courage de désavouer Omura ainsi que l'ambassadeur Swanbeck des États-Unis.

## Fiche technique
Sauf indication contraire, les informations mentionnées dans cette section peuvent être confirmées par la base de données cinématographiques IMDb,  présente dans la section « Liens externes ».
- Titre original : The Last Samurai
- Titre français : Le Dernier Samouraï
- Réalisation : Edward Zwick
- Scénario : Marshall Herskovitz, John Logan et Edward Zwick
- Musique : Hans Zimmer (musique additionnelle : Geoff Zanelli, Blake Neely, Trevor Morris et Bart Hendrickson)
- Décors : Lilly Kilvert (en)
- Costumes : Ngila Dickson
- Photographie : John Toll
- Montage : Victor Du Bois et Steven Rosenblum
- Production : Tom Cruise, Tom Engelman, Marshall Herskovitz, Scott Kroopf, Paula Wagner, Edward Zwick
- Production déléguée : Ted Field, Charles Mulvehill, Robert Solomon et Vincent Ward
- Production associée : Michael Doven, Graham Larson et Yoko Narahashi
- Sociétés de production : The Bedford Falls Company, Cruise/Wagner Productions, Radar Pictures et Warner Bros.
- Société de distribution : Warner Bros.
- Budget : 140 millions de dollars
- Pays de production :  États-Unis
- Langues originales : anglais, japonais
- Format : couleur - 2,35:1 - DTS / Dolby Digital / SDDS - 35 mm
- Genre : drame historique, action
- Durée : 154 minutes
- Dates de sortie :
  - Japon, Nouvelle-Zélande : 22 novembre 2003 (avant-première mondiale)
  - États-Unis, Québec : 5 décembre 2003
  - Belgique, France : 14 janvier 2004

## Distribution
- Tom Cruise (VF : Jean-Philippe Puymartin) : le capitaine Nathan Algren (inspiré en partie par Jules Brunet[1])
- Ken Watanabe (VF : Tōru Tanabe) : Katsumoto (inspiré par Saigō Takamori)
- Hiroyuki Sanada : Ujio
- Koyuki Katō : Taka, la soeur de Katsumoto
- Masato Harada (VF : Santha Leng) : M. Omura, industriel et homme politique (en partie inspiré par Ōkubo Toshimichi)
- Shichinosuke Nakamura (VF : Takashi Eijiro) : l'empereur Meiji
- Timothy Spall (VF : Gérard Boucaron) : Simon Graham
- Tony Goldwyn (VF : Bernard Lanneau) : le lieutenant-colonel Benjamin Bagley
- Billy Connolly (VF : Yves Barsacq) : le sergent Zebulon Gant
- Scott Wilson (VF : Michel Fortin) : l'ambassadeur Swanbeck
- William Atherton (VF : Patrick Messe) : McCabe, le représentant de Winchester
- Togo Igawa : le général Hasegawa
- Shin Koyamada (VF : Uchiyama Hiro) : Nobutada, le fils de Katsumoto
- Seizō Fukumoto : le samouraï silencieux, dit Bob
- Sōsuke Ikematsu : Higen
- Aoi Minato : Magojiro
- Masashi Odate : l'associé d'Omura
- John Koyama : le garde du corps d'Omura
- Sven Toorvald : le secrétaire d'Omura

Sources et légende : Version française (VF) sur AlloDoublage

## Production

### Tournage

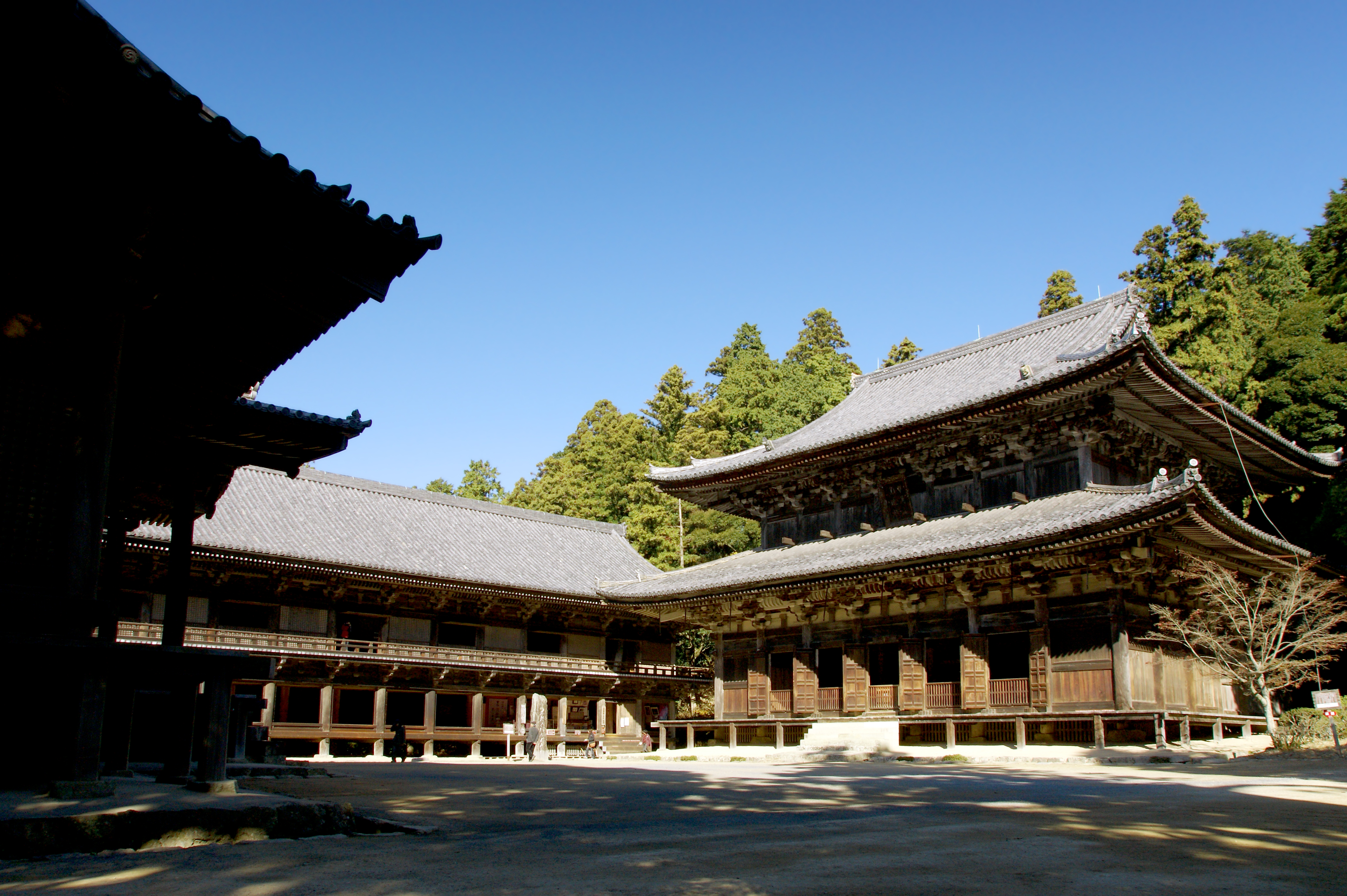
le temple Engyō-ji au Japon, inséré dans le film.

Le tournage a lieu, entre le 10 octobre 2002 et le 9 mai 2003, en Nouvelle-Zélande, avec une distribution japonaise et une équipe américaine, en raison des immenses forêts, la vallée d'Uruti pour les scènes de bataille et du mont Taranaki/Egmont, dans le Sud-Ouest de l'île du Nord, au cœur du parc national d'Egmont, pour servir de décors au mont Fuji, dont les vues ont été rajoutées grâce aux images de synthèse, donnant l'illusion de voir la montagne depuis Yokohama.
Il a également lieu au Japon, précisément Kyoto pour le château de Nijō et Himeji pour le temple Engyō-ji dans la préfecture de Hyōgo, ainsi qu'en Californie, pour les studios de la Warner à Burbank.

### Musique
Toutes les musiques ont été composées par Hans Zimmer, et jouées par l'orchestre symphonique d'Hollywood, conduit par Blake Neely.
1. A Way of Life (8:03)
2. Spectres in the Fog (4:07)
3. Taken (3:36)
4. A Hard Teacher (5:44)
5. To Know My Enemy (4:49)
6. Idyll's End (6:41)
7. Safe Passage (4:57)
8. Ronin (1:53)
9. Red Warrior (3:56)
10. The Way of the Sword (7:59)
11. A Small Measure of Peace (7:59)

## Erreurs historiques
Selon la professeure d'histoire Cathy Schultz, « de nombreux samouraïs ont combattu la modernisation de Meiji non pas pour des raisons altruistes mais parce qu'elle remettait en cause leur statut de caste guerrière privilégiée. Les réformateurs de Meiji ont proposé l'idée radicale selon laquelle tous les hommes sont fondamentalement égaux... Le film passe également à côté de la réalité historique selon laquelle de nombreux conseillers politiques de Meiji étaient d'anciens samouraïs, qui avaient volontairement renoncé à leurs privilèges traditionnels pour suivre une voie qu'ils pensaient renforcer le Japon ».

## Accueil

### Critiques
Le film recueille 66 % de critiques positives, avec un score moyen de 6,4⁄10 et sur la base de 221 critiques collectées, sur le site internet Rotten Tomatoes. Il obtient un score de 55⁄100 sur la base de 43 critiques, sur Metacritic.
En France, le site Allociné propose une note moyenne de 2,8⁄5 à partir de l'interprétation de critiques provenant de 19 titres de presse.

### Box-office
Le film a été un succès commercial, rapportant 456 758 981 de dollars au box-office mondial (dont 111 127 263 de dollars aux États-Unis), ce qui le classe au sixième rang du box-office mondial des films sortis en 2003. Il a attiré dans les salles de cinéma 2 181 681 spectateurs en France, 577 933 en Belgique, 516 394 au Québec et 327 629 en Suisse.
| Pays ou région    | Box-office        | Date d'arrêt du box-office | Nombre de semaines |
| ----------------- | ----------------- | -------------------------- | ------------------ |
| États-Unis Canada | 111 127 263 $     | -                          | -                  |
| France            | 2 181 681 entrées | -                          | -                  |
| Total mondial     | 456 758 981 $     | -                          | -                  |

## Distinctions
Sauf indication contraire, les informations mentionnées dans cette section peuvent être confirmées par la base de données cinématographiques IMDb,  présente dans la section « Liens externes ».

### Récompenses
- NBR Award 2003 : meilleur réalisateur
- Satellite Awards 2003 :
  - meilleure photographie
  - meilleurs costumes
  - meilleur montage
  - meilleure musique
- Award of the Japanese Academy 2005 : meilleur film étranger

### Nominations
- Oscars 2004 :
  - meilleur second rôle masculin pour Ken Watanabe
  - meilleure direction artistique pour Lilly Kilvert (en) et Gretchen Rau
  - meilleurs costumes pour Ngila Dickson
  - meilleur mixage de son pour Andy Nelson, Anna Behlmer et Jeff Wexler
- Golden Globes 2004 :
  - meilleur acteur dans un film dramatique pour Tom Cruise
  - meilleur second rôle masculin pour Ken Watanabe
  - meilleure musique de film pour Hans Zimmer
- MTV Movie & TV Awards 2004 : meilleur acteur pour Tom Cruise
- Satellite Awards 2004 : six nominations
- Saturn Awards 2004 : cinq nominations